# Sabine Zaalene
Sabine Zaalene, née en 1969 est une artiste plasticienne suisse originaire de Sion en Valais.

## Biographie
Après des études en archéologie et en histoire de l'art, Sabine Zaalene obtient un Master en art visuel auprès de l'EDHEA, anciennement ECAV, école d'art du Valais, à Sierre. Elle obtient la bourse d'encouragement artistique du canton du valais en 2007, le prix Englert en 2009, et la résidence artistique au Mali attribuée par le canton du Valais en 2011.

## Expositions
L'artiste est présente en 2010 pour une exposition collective sur la scène de la Ferme Asile de Sion pour Situation 1. Elle participe aux deux premières Triennales d'art contemporain en Valais, «Label'Art» en 2007 et 2011.
En 2015, au Ganioz Project Space (GPS), situé au Manoir de Martigny, Sabine Zaalene présente une installation mixte conçue spécifiquement pour le lieu, Global Positioning Sensivity («la sensibilité est la valeur la plus importante»). Cette installation met en relation objets, photographies et texte dans l'architecture du lieu. La même année, elle expose pour le Créneau au Musée d'art du Valais, une œuvre constituée de plantes historiques issues des milieux voisins des château de Valère et château de Tourbillon. Cette «Mobilisation végétale» invite le spectateur à s'installer sur un coussin d'herbe et à observer le rassemblement de plantes constitué autour d'un grenadier d'Afrique du Nord.

## Théâtre
En 2017, Zaalene met en scène Donkeyport, une création de la compagnie S/Z au Petit Théâtre de Sion. Elle y pratique différents médium, installation vidéo, photographie et gravure. Cette démarche s'inscrit dans sa recherche artistique pluridisciplinaire intitulée «Actuelles Antiques».

## Littérature
Elle publie en 2017 le récit Vielle branche, édité chez Art&fiction à Lausanne,. L'ouvrage gagne le Prix Adelf-Amopa 2017.